# Chaetophthalmus inconstans
Chaetophthalmus inconstans är en tvåvingeart som beskrevs av Cantrell och Hiroshi Shima 1991. Chaetophthalmus inconstans ingår i släktet Chaetophthalmus och familjen parasitflugor. Inga underarter finns listade i Catalogue of Life.